# Detelina, Varna
Detelina (în bulgară Детелина) este un sat în comuna Dolni Ciflik, regiunea Varna,  Bulgaria. 

## Demografie
Componența etnică a satului Detelina
     Turci (55,78%)
     Bulgari (44,21%)
     Nicio identificare (0%)
     Altele (0%)
La recensământul din 2011, populația satului Detelina era de 726 locuitori. Din punct de vedere etnic, majoritatea locuitorilor (55,78%) erau turci, cu o minoritate de bulgari (44,21%). Pentru 0,0% din locuitori nu este cunoscută apartenența etnică.